# Orvasca limbata
Orvasca limbata is een donsvlinder uit de familie van de spinneruilen (Erebidae). De wetenschappelijke naam van de soort is, als Artaxa limbata, voor het eerst geldig gepubliceerd in 1881 door Arthur Gardiner Butler.

## Synoniemen
- Artaxa justiciae Moore, [1860]